# Hệ động vật Mông Cổ
Hệ động vật ở Mông Cổ là tập hợp các quần thể động vật đang sinh sống tại Mông Cổ hợp thành hệ động vật ở quốc gia này. Đặc trưng của hệ sinh thái Mông Cổ chính là đồng bằng lớn với những thảo nguyên rộng bao la và sự ưu thế của những động vật móng guốc ăn cỏ. Thảo nguyên Mông Cổ nổi bật với những đàn thú móng guốc sinh sống, trong đó đáng chú ý là những đàn linh dương quần tụ cùng nhau với số lượng rất lớn, các bầy thú móng guốc thường tụ hội cùng nhau trước khi di chuyển đến nơi có nguồn thức ăn phong phú. Gia súc ở Mông Cổ cũng chiếm số lượng rất lớn và đông đúc trên đồng cỏ, trong đó phổ biến là ngựa, cừu, dê, lạc đà là những loại gia súc gắn bó mật thiết với đời sống của người dân du mục trên thảo nguyên.
Mông Cổ là một quốc gia tương đối giàu có về hệ sinh vật và động vật với tổng số 138 loài động vật có vú, có 449 loài chim, 75 loài cá cũng như các loài động vật lưỡng cư và bò sát. Tổng cộng có 30 loài động vật có vú và phân loài đã được đưa vào phân loại hiếm và rất hiếm của Sách đỏ Mông Cổ, bao gồm cả các những con ngựa hoang Mông Cổ (còn gọi là Takhi) cũng như nhiều động vật có vú khác đặc biệt là quần thể linh dương Mông Cổ khá đông đảo. Mặc dù Mông Cổ hiện có 30 loài động vật có vú đặc trưng, nhưng chỉ có năm loại phổ biến, đó là ngựa, dê, cừu, bò, lạc đà với tổng đàn 60 triệu con, trong đó ngựa có khoảng trên 2,5 triệu con Hiện chỉ còn có hơn 10 loài chim ưng Saker sống tại đây, là loài chủ yếu sống ở những vùng núi cao và cao nguyên với thức ăn là các loài động vật và loài chim nhỏ thường thấy ở Mông Cổ.
Ở góc độ văn hóa, hệ động vật Mông Cổ đã được tái hiện rõ nét trong tác phẩm Totem Sói của Khương Nhung, trong tác phẩm này đã vẽ ra khung cảnh tráng lệ của thảo nguyên Mông Cổ (Nội Mông) và ba con vật chính của thảo nguyên hoang mạc Gobi thuộc vùng sa mạc Trung Quốc hoàn cảnh phản ánh của Totem sóilà loài cừu (cừu Mông Cổ), loài ngựa (ngựa Mông Cổ) và loài sói Mông Cổ. Thông qua cuộc sống, hoàn cảnh cụ thể của ba loài vật này, tác giả Khương Nhung đưa ra các luận đề, các suy diễn khác nhau.

## Tổng quan
Mông Cổ là vùng đất của bầu trời xanh, không gian thiên nhiên bao la, thảo nguyên mênh mông, sa mạc rộng lớn và là cái nôi của dân du mục. Mông Cổ có bốn mùa rõ ràng và trung bình mặt trời chiếu sáng trong hơn 200 ngày một năm. Bầu trời luôn trong xanh, khí hậu khắc nghiệt lục địa với lượng mưa thấp. Mông Cổ là một trong số ít những vùng đất vẫn giữ được vẻ đẹp hoang sơ, không khí trong lành, suối nước tinh khiết và những ngọn núi cao, thảo nguyên mênh mông. Nhìn xa và từ trên cao, thảo nguyên dường như chỉ có cỏ, một màu xanh mát mắt, uốn theo những triền đồi nhấp nhô.
Với diện tích khá rộng lớn nhưng dân cư lại thưa thớt, còn giữ gìn được rất nhiều cảnh quan thiên nhiên hùng vĩ, nguyên sơ và thơ mộng, đất nước này là nhà của những vùng đồng cỏ ôn đới cuối cùng trên thế giới. Vùng săn bắn tốt nhất là đồng cỏ cao, đồi sỏi đá, đồi cát, ở các nơi này có nhiều con sông hẹp và cạn, nhiều hồ đầm, thu hút tất cả các loại cầm thú chân dài, cánh rộng từ những nơi xa xôi đi tìm nước uống như sếu, thiên nga, hạc, những loài sống ở không gian bao la như chó sói, lừa hoang, ngựa hoang, linh dương đều là những loài chạy rất nhanh và không biết chồn chân, khó đuổi kịp được chúng. Với diện tích 250 ngàn km2 ở miền đông Mông Cổ vẫn còn là một hệ sinh thái rộng lớn giúp cho các động vật hoang dã còn chỗ để cư trú.

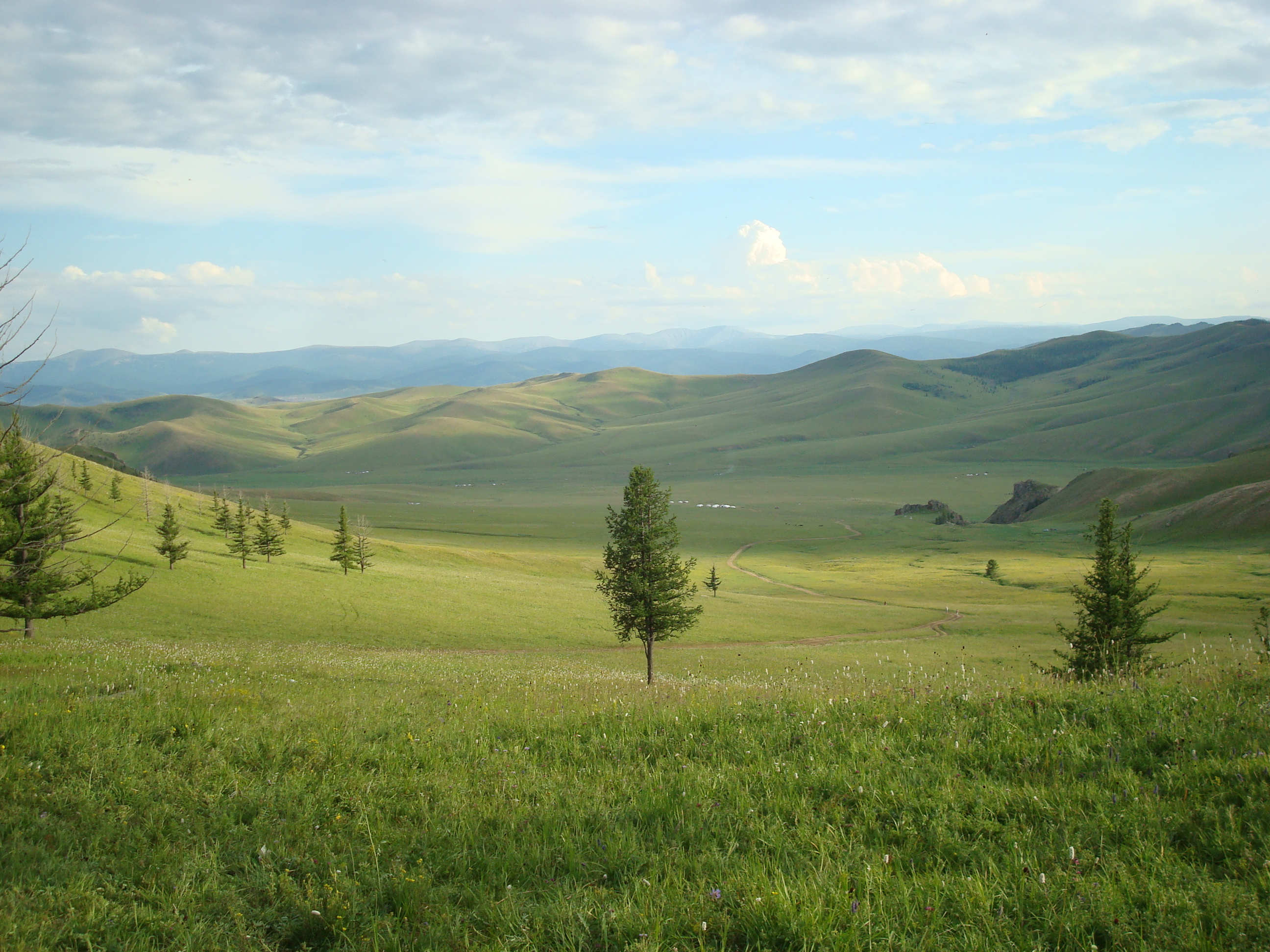
Mông Cổ là một trong những hệ sinh thái nguyên sơ còn sót lại

Mông Cổ có Gobi là sa mạc lớn thứ 5 trên thế giới là nơi sinh sống của nhiều loài động vật quý hiếm, cũng lưu giữ nhiều hóa thạch quan trọng, là nơi tìm thấy quả trứng khủng long đầu tiên. Cái tên "Gobi" chỉ một thảo nguyên sa mạc, thường nói tới một đặc tính của loại đất không có đủ thực vật cho những con marmot nhưng đủ cho lạc đà. Các vùng đất Gobi rất mong manh và dễ bị tàn phá bởi sự quá tải, dẫn tới sự mở rộng của sa mạc thực sự, một vùng đá vô dụng nơi thậm chí cả lạc đà Bactrian cũng không sống nổi. Không giống bất cứ nơi nào khác, sa mạc Gobi còn là nơi sinh sống của nhiều loài động vật quý hiếm, như linh dương gazelle Mông Cổ, lạc đà hai bướu Bactrian, báo tuyết, gấu Gobi.
Đây là môi trường sống của những loài động vật hiếm hoi nhất và có nhiều cảnh thiên nhiên độc đáo. Mé phải của vùng Khovskhol là những dãy núi thấp hơn, nơi được coi là cuộc sống hoang dã thật sự, dù rằng toàn bộ Mông cổ luôn được coi là đất nước của hoang dã. Nơi đây, những cánh rừng bạt ngàn, những đàn sói hoang dã ban đêm vẫn tru lên những tiếng vọng gọi bầy. Sói cũng là một mắt xích lớn trong đời sống thảo nguyên. Mông Cổ cũng không có những con thú ăn thịt cỡ lớn như hổ, báo hay sư tử, do vậy sói là chúa tể các loài vật ở đây.

## Các nguy cơ
Những đồng cỏ ở Mông Cổ đang bị chia cắt nát vụn do những tường rào, những con đường mới mở và cả do con người khai thác đất để canh tác nông nghiệp và đường ống dẫn dầu kết nối ngang đã ảnh hưởng môi trường sống của các loài thú hoang dã. Thảo nguyên Mông Cổ, là một trong những hệ sinh thái vùng đồng cỏ còn lại lớn nhất trên thế giới, đang dần dần bị biến thành sa mạc do hàng triệu con dê và cừu đang được chăn thả ở đây. Số lượng dê, cừu tăng đang biến thảo nguyên Mông Cổ thành sa mạc, 12% vùng đồng cỏ rộng lớn ở đây đã biến mất, khoảng 70% gần như bị hủy hoại. Gia tăng số lượng dê nuôi để lấy lông đang đe dọa đến sự tồn tại của các sinh vật khác. Chỉ tính trong vùng sinh thái Altai Sayan, kích thước đàn dê tăng gấp đôi từ năm 1995 đến năm 2000. Chăn thả quá mức gây sức ép lên tài nguyên thiên nhiên và buộc các loài sinh vật hoang dã khác rời bỏ vùng bản địa, nhiều người nuôi gia súc và vùng đất này đang bị hủy hoại và nguồn thức ăn cũng bị giảm sút.
Ở Quốc gia này, các thay đổi về chính trị đầu thập niên 1990 cũng làm cho một bộ phận dân chúng quay trở lại với cuộc sống du cư, điều này càng làm tăng thêm số lượng người cũng như gia súc tại các khu vực nông thôn. Các thay đổi chính trị và xã hội đã phá vỡ các mô hình sử dụng đất truyền thống, làm suy yếu hiệu lực của pháp luật và cũng thay đổi các quan điểm về phía sử dụng các nguồn lực tự nhiên, chẳng hạn như việc coi động vật hoang dã là "nguồn mở". Người ta cũng dự đoán rằng sự tái di cư của con người và gia súc của họ sẽ làm tăng mối tương tác người-động vật hoang dã và có thể đe dọa tới sự sinh tồn của các loài động vật hiếm tại khu vực sa mạc Gobi.

## Một số loài

#### Ngựa hoang

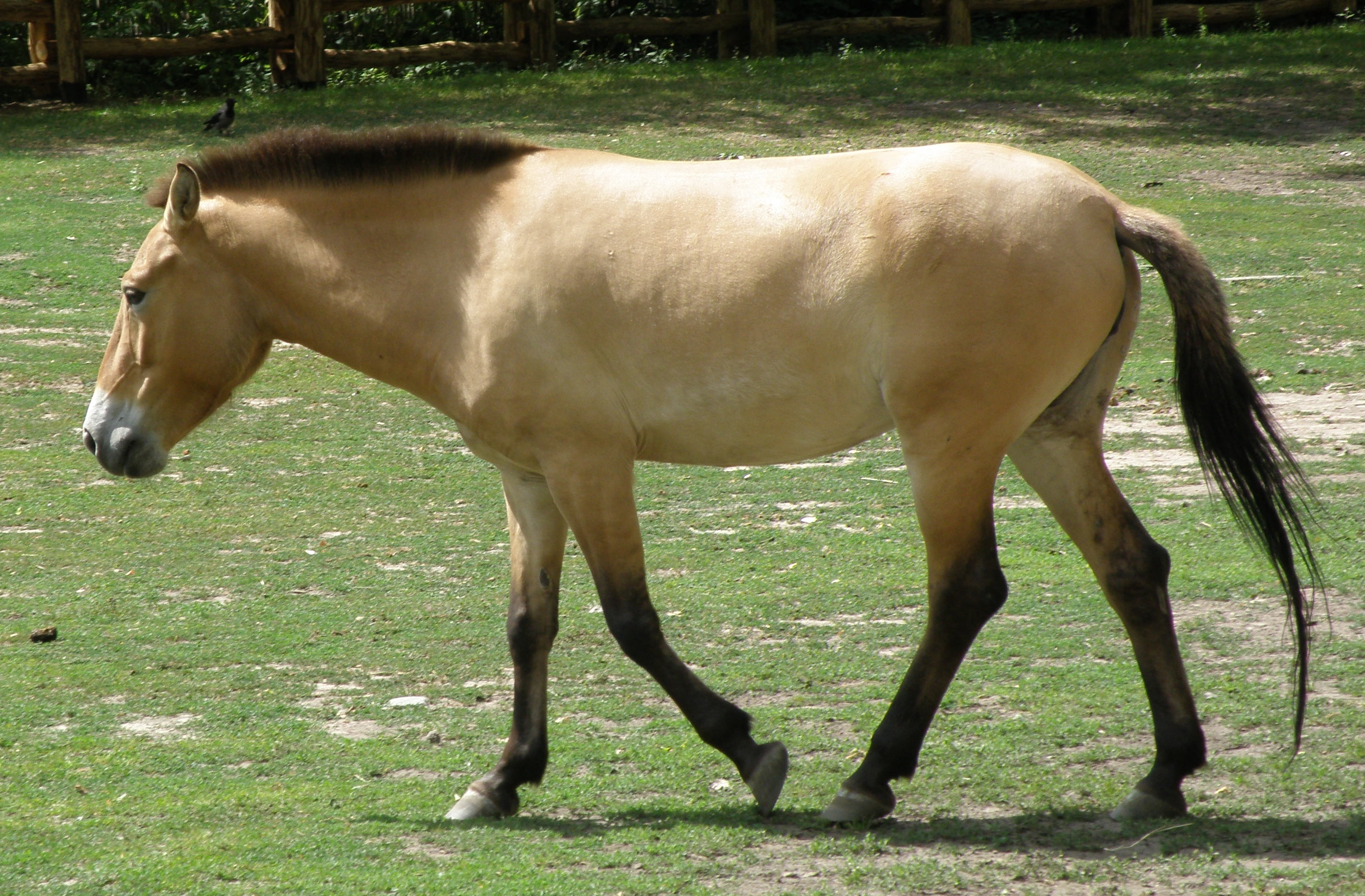
Một con ngựa hoang Mông Cổ

Một trong những động vật đặc trưng trên thảo nguyên Mông Cổ rộng lớn là loài Ngựa hoang Mông Cổ hay còn gọi là ngựa hoang Przewalski (phát âm như là: pre-goa-ski) hay còn được gọi theo tên khác là ngựa hoang châu Á là những con ngựa hoang phân bố trên những thảo nguyên ở Mông Cổ. Đây phân loài quý hiếm và nguy cấp của ngựa hoang có nguồn gốc từ các thảo nguyên Trung Á, đặc biệt là Mông Cổ. Từng được xem là tuyệt chủng, ngựa pregoaski đã được tái thả vào tự nhiên Vườn quốc gia Khustain Nuruu, Khu bảo tồn thiên nhiên Takhin Tal và Khu bảo tồn thiên nhiên Khomiin Tal. Ngựa hoang Mông Cổ còn được sử dụng vào mục đích đi săn và là một biểu tượng cho sự dũng mãnh, kiêu hùng của các chiến tướng châu Á thời cổ đại, trung đại và cận đại. châu Âu ghi nhận loài ngựa này vào cuối thể kỷ 19 khi nhà thám hiểm người Nga Nikolai Mikhailovich Przewalski (1839-1888) phát hiện ra chúng tại các núi giáp với sa mạc Gobi khi ông tới miền Tây Mông Cổ vào năm 1879 và phát hiện ra loài ngựa này trước khi du nhập về châu Âu. Ngựa hoang Mông Cổ tồn tại trong tự nhiên chủ yếu là Mông Cổ chỉ còn khoảng hơn 300 cá thể nhưng ngựa Pregoaski đã và đang là loài ngựa được nhân giống và thuần chủng nhiều nhất thế giới.

#### Lừa hoang
Ở Mông Cổ có loài Lừa hoang Mông Cổ, khu vực phân bổ của lừa hoang Mông Cổ đã bị thu hẹp đáng kể kể từ thập niên 1990. Trong giai đoạn từ năm 1994 đến năm 1997, một khảo sát đã ước tính kích thước quần thể của nó là khoảng 33.000 tới 63.000 cá thể trên khu vực phân bổ liên tục bao gồm toàn bộ miền nam Mông Cổ. Năm 2003, một khảo sát mới cho ra con số khoảng 20.000 cá thể trên diện tích 177.563 km² tại miền nam Mông Cổ. Các ước tính về quần thể lừa hoang Mông Cổ cần xem xét với sự thận trọng do thiếu các nghi thức của khảo sát đã đề cập,. Mặc dù vậy, nhưng có thể coi là phân loài này đã mất khoảng 50% diện tích phân bổ trước đây tại Mông Cổ trong vòng 70 năm.
Quần thể lừa hoang Mông Cổ bị suy giảm là do săn bắn trộm và cạnh tranh từ các loài gia súc ăn cỏ và tình trạng bảo tồn của phân loài này được đánh giá là dễ thương tổn. Kể từ năm 1953, lừa hoang Mông Cổ đã được bảo vệ nghiêm ngặt tại Mông Cổ. Phân loài này cũng được liệt kê trong phụ lục I của Công ước về thương mại quốc tế các loài nguy cấp (CITES) và cũng được thêm vào phụ lục II của Công ước về các loài di cư năm 2002 Tuy nhiên, do số lượng dân cư gia tăng cùng với thời tiết khắc nghiệt trong mùa đông những năm gần đây, nên số lượng các mâu thuẫn về quyền lợi giữa những người chăn thả gia súc và lừa hoang Mông Cổ dường như ngày càng tăng.
Việc săn bắn trộm để lấy thịt cũng là vấn đề đang gia tăng tại Mông Cổ. Đối với một bộ phận dân chúng ở một số khu vực thuộc Mông Cổ thì thịt của lừa hoang cũng như một số động vật hoang dã khác dường như là sản phẩm thay thế rẻ tiền hơn so với các loại thịt của gia súc. Năm 2005, một cuộc điều tra bằng sử dụng bảng câu hỏi đã cho thấy có khoảng 4.500 con lừa hoang, tức khoảng 20% của toàn thể quần thể, có thể đã bị săn bắt trộm mỗi năm.

#### Linh dương

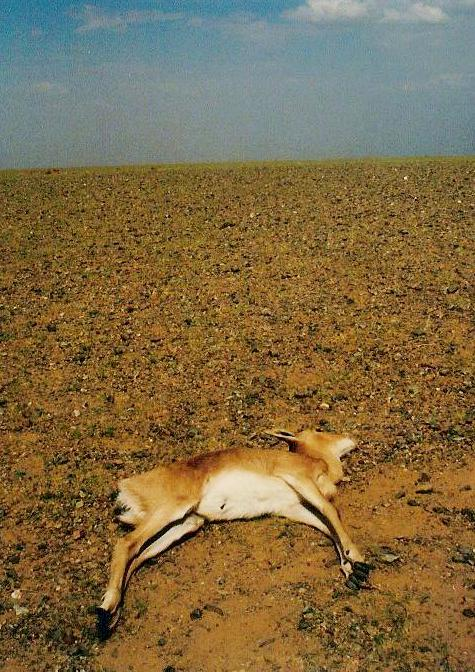
Một con linh dương Mông Cổ chết do không chịu được khô hạn

Sa mạc ở Mông Cổ cũng là nơi sinh sống của những con linh dương Mông Cổ hay còn gọi là dê vàng, số lượng chúng cũng có khá nhiều. Có cả những đàn linh dương khổng lồ ở Mông Cổ khi ghi nhận đàn linh dương đông đến 10.000 con và kỷ lục được xác nhận là đàn linh dương đến 80.000 con, người ta đã ghi được hình ảnh của đàn linh dương đông đến 250.000 con. Tuy vậy, các thợ săn Mông Cổ đã làm giảm đi 10% số lượng của đàn linh dương. Ở đây còn có loài Linh dương saiga phân bố thành từng quần thể riêng biệt tại Mông Cổ. Hiểm họa chính đối với linh dương saiga chính là nhu cầu mua sừng của chúng ở châu Á. Người dân châu Á tin rằng sừng linh dương saiga có khả năng chữa được chứng đau đầu, sốt, viêm họng và nhiều bệnh khác. Ngày nay chỉ còn xấp xỉ 50.000 cá thể linh dương Saiga sống ở Kalmykia, 3 vùng ở Kazakhstan và hai khu vực cách ly của Mông Cổ.

#### Sói
Sói là động vật có ảnh hưởng nhất định đối với người Mông Cổ trong lịch sử, nơi họ coi sói như linh vật. Người Mông Cổ sống để chiến đấu với sói nhưng khi chết lại cần đến sói thông qua tập tục thiên táng. Thời Thành Cát Tư Hãn đánh chiếm từ Á sang Âu cũng được cho là dựa trên hai tố chất là trí tuệ của sói và tốc độ của ngựa. Giống như rồng ở phương đông, sói là linh vật của dân Mông Cổ. Sói lại là kẻ thù hiện hữu của mọi sinh vật trên đồng cỏ. Sự đấu tranh sinh tồn giữa các loài vật trên đồng cỏ với con vật tàn bạo, thông minh, lạnh lùng là sói đã không cho phép bất kể một kẻ yếu ớt nào có thể tồn tại trên đồng cỏ. Người Mông Cổ quan niệm rằng sói là thầy dạy cho những con ngựa Mông Cổ có thể chạy hàng trăm dặm một ngày.
Sói cũng dạy cho những chiến binh Mông Cổ gan dạ và mưu lược những kỹ năng và chiến thuật trong chiến đấu. Người Mông cổ coi mình là con của sói, ngay cả sau khi chết đi cũng để thân xác của mình trên đồng cỏ cho sói ăn, và sói lại là phương tiện để đưa hồn người về với trời. Tuy vậy, cũng có ý kiến cho rằng loài sói chẳng phải biểu tượng hay động vật được sùng bái của người Mông Cổ, sói chưa bao giờ là động vật được sùng bái của người Mông Cổ, chưa bao giờ là "totem" của người Mông Cổ và không có bất cứ dữ liệu nào cho thấy sói là "totem" của người Mông Cổ trong văn hoặc lịch sử của người Mông Cổ. Sói là kẻ thù trong đời sống tự nhiên của người Mông Cổ và chúng là loài không có tinh thần đồng đội, thường đánh nhau. Sói tham lam, ích kỷ, lạnh lùng và tàn nhẫn.

#### Chuột
Chuột nhảy là loài thú gặm nhấm được biết đến với biệt danh "Chuột Mickey của sa mạc" đang được nỗ lực bảo tồn loài động vật đang ở bên bờ tuyệt chủng này, loài chuột nhảy tai dài có hình dạng giống như một con kangaroo với đôi tai lớn. Người ta từng có được những hình ảnh về con vật này khi nó đang nhảy quanh tổ của mình tại sa mạc Gobi. Loài chuột này di chuyển bằng cách nhảy giống như những con chuột túi, và người ta có thể dễ dàng nhận ra chúng thông qua đôi tai to quá khổ (gấp ba lần chiếc đầu). Loài chuột này chuyên săn mồi về đêm, và thức ăn của chúng là những con côn trùng. Ban ngày, chúng lẩn trốn trong những đường hầm nhỏ tự đào trong lòng đất. Loài chuột nhảy được phát hiện thấy tại những sa mạc nằm ở biên giới giữa Mông cổ và Trung Quốc, nó được liệt vào sách Đỏ thế giới gồm những loài động vật có nguy cơ bị tuyệt chủng. Mối đe dọa chính của nó là những con mèo nhà tại khu vực này. Ngoài ra đối với những du khác khi đi qua đường có thể thấy lũ sóc chuột đứng cả hai chân, giương đôi mắt tròn xoe ngơ ngác nhìn.

### Chim ưng
Thảo nguyên Mông Cổ còn biết đến với các loài chim săn mồi. Chim ưng Saker, loài chim được coi là biểu tượng của Mông Cổ. Mặc dù vậy, loài chim quốc gia đang đứng trước nguy cơ tuyệt chủng. Hoạt động xuất khẩu được cho là nguyên nhân chính khiến số lượng loài chim này giảm sút. Từ năm 1993, khi Mông Cổ bắt đầu hoạt động xuất khẩu chim ưng Saker, hơn 4.000 con đã được bán với giá khoảng 12.000 USD/con. Những con chim này chủ yếu được đưa tới Kuwait, Qatar, Arập Xêút, Các Tiểu vương quốc Arập thống nhất và các nước Arập khác, nơi chim ưng đã được thuần hóa, tượng trưng cho phong cách, sự giàu có và địa vị cao. Liên minh Bảo tồn Thế giới (WCU) đã đưa chim ưng Saker vào danh sách đỏ những loài đang đứng trước nguy cơ tuyệt chủng. Và Mông Cổ cần tăng cường bảo vệ loài chim quốc gia, để bảo vệ loài, chính phủ cần hạn chế hoạt động xuất khẩu chim, đồng thời trừng trị nghiêm khắc các hành vi săn bắn.

### Đại bàng

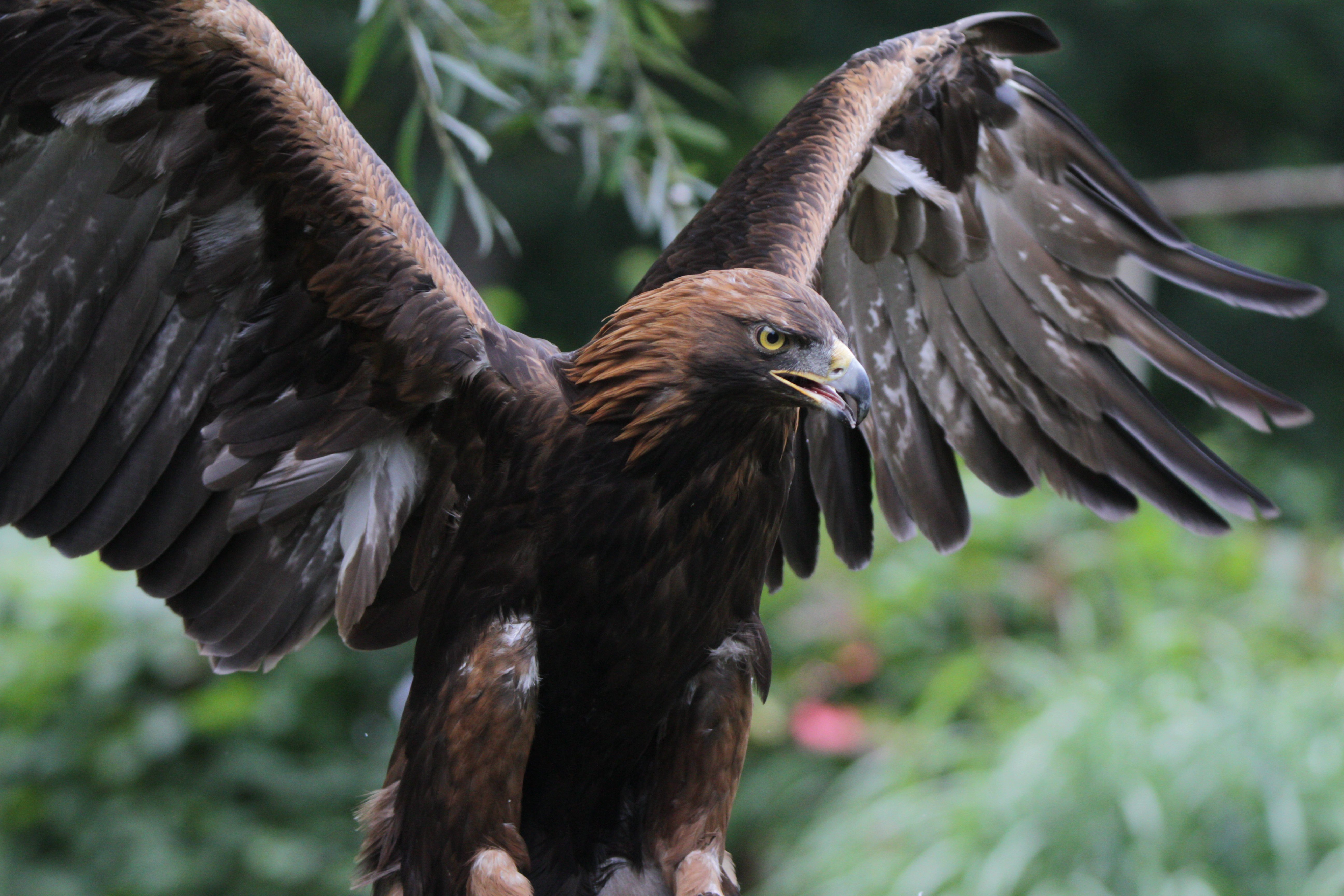
Một con đại bàng Mông Cổ

Người dân Kazakhs sống trên dãy núi Altai quan niệm rằng chim đại bàng có thể xua đuổi những điều xấu xa trong tâm hồn con người.Đây cũng là tộc người duy nhất trên thế giới dùng đại bàng vàng để săn bắt Từ xa xưa người dân Mông cổ đã dùng đại bàng để săn thú trên các thảo nguyên bao la rộng lớn. Truyền thống săn thú bằng chim đại bàng được truyền từ đời này qua đời khác từ thế hệ xa xưa cho đến nay. Ba đối tượng trong hoat động này là người săn bắt, chú chim đại bàng trung thành và con mồi như thỏ, cáo. Chim đại bàng có khả năng săn bắt giỏi. Người Kazakh có kinh nghiệm truyền đời là chỉ bắt chim đại bàng mái còn nhỏ về để huấn luyện vì chúng mạnh mẽ, hiếu chiến và nhanh nhạy hơn chim đại bàng trống.
Trong khi đưa đàn gia súc đi ăn, người ta luôn mang chim đại bàng của mình theo để nó làm quen với gia súc, bảo vệ gia súc và cũng để luyện tập cho nó biết rằng không được phép săn bắt các loài vật nuôi như dê hay cừu bởi chăn nuôi gia súc là cách kiếm sống chủ yếu của người Kazakh. Người ta cho chim đại bàng ăn theo chế độ dinh dưỡng đặc biệt, chăm sóc đặc biệt để chúng có cơ thể khỏe mạnh. Nó có thể ăn hết một con thỏ chỉ trong vòng 2 ngày. Chính vì vậy mà chim đại bàng có thể nhận biết mùi của con mồi mà mình săn bắt một cách chính xác. Lúc tập bay cho chú chim, người huấn luyện sẽ thưởng cho nó một miếng thịt thỏ mỗi lần bay đi và quay về đúng chỗ. Mỗi ngày, chú chim đại bàng được tập bay ở khoảng cách càng xa hơn. Đó là cách huấn luyện của ngươi dân Mông cổ cho cho con đại bàng của mình, họ trân trọng nhẹ nhàng với chúng không chỉ là mà còn là người bạn thân thiết
Đại bàng Mông Cổ cũng đã được nhập về Việt Nam làm cảnh. Người Mông Cổ thường nuôi chúng để đi săn bắt, kiếm thức ăn nên chúng còn được gọi là đại bàng vàng Mông Cổ, đại bàng Mông Cổ này tượng trưng cho sức mạnh và quyền lực. Chim đại bàng Mông Cổ có đôi mắt rực sáng, bộ móng vuốt và chiếc mỏ sắc như dao nhọn, có khả năng lao nhanh như tên bắn. ở Việt Nam chỉ có khoảng năm con đại bàng vàng Mông Cổ, trong đó cả miền Bắc có bốn con và miền Nam có một con. Do đặc tính khá dữ dằn của loài đại bàng nên bình thường đại bàng hoàng kim được chủ buộc mũ lên đầu để tránh gây sát thương cho người và các loại chim săn mồi khác.
Việc chăm sóc cho đại bàng Mông Cổ hết sức cầu kỳ. Chế độ ăn uống hàng ngày cho các chú chim phải được tính toán rất kỹ, cân đo số lượng và có điều chỉnh thức ăn phù hợp để ổn định trọng lượng của chim. Có thể cho đại bàng ăn thịt chuột, bò, heo, cá cũng được! Cho chim con ăn ngày 2- 3 cữ. Nhưng đấy là thức ăn cho chim non. Còn chim lớn thì nên cho ăn thịt thỏ, sẻ, chuột đồng, cho chúng ăn thịt bò và thịt lợn cũng được việc huấn luyện chim săn mồi được thuần thục là cả một quá trình khó khăn từ việc ép cân để huấn luyện chim lúc đói đến việc huấn luyện sao cho chim bay khi nghe thấy tiếng còi của chủ nhân lập tức quay lại, trang thiết bị chuyên dụng cũng rất đắt tiền.

## Gia súc
Gia súc là quần thể động vật được nuôi một cách đông đảo ở Mông Cổ, phù hợp với địa hình, địa vật và khí hậu nơi đây. Mông Cổ được biết đến là quốc gia sở hữu những thảo nguyên trải dài ngút ngàn, những thảm hoa dại rực rỡ, những đàn bò yak, dê, cừu, ngựa… trong đó ngựa, cừu, dê là những gia súc chủ yếu với hàng nghìn con như những chấm nhỏ giữa thảo nguyên mênh mông. Số lượng đàn gia súc ở Mông Cổ rất lớn và là nguồn thực phẩm thiết yếu của người Mông Cổ.

### Số lượng
Đàn gia súc ở đây không phải vài chục con thưa thớt mà là những đàn cừu, dê và ngựa hàng trăm, hàng ngàn con thung dung gặm cỏ. Đi dần về phía Nam là sa mạc Gobi, đất đai khô cằn sỏi đá nên chủ yếu gia súc là lũ lạc đà vốn sức chịu đựng dẻo dai. Giữa đồng cỏ xanh mơn mởn chạy dài vô tận, lũ cừu, dê. Bầy súc vật là nguồn sống của dân du mục. Nhưng thường nhật họ chỉ ăn những con thú già, thú chết vì bệnh hoặc rủi ro. Nuôi thú cốt để lấy sữa làm koumiss (sữa chua) phó mát (một thứ phó mát ngâm trong muối cứng như sắt), lấy da, lấy lông làm nỉ. Phân thú là một thứ thông dụng trong việc đun nấu. Loại thú lớn như trâu, bò, trâu yak, lạc đà… dùng cho việc kéo xe, tải đồ. 

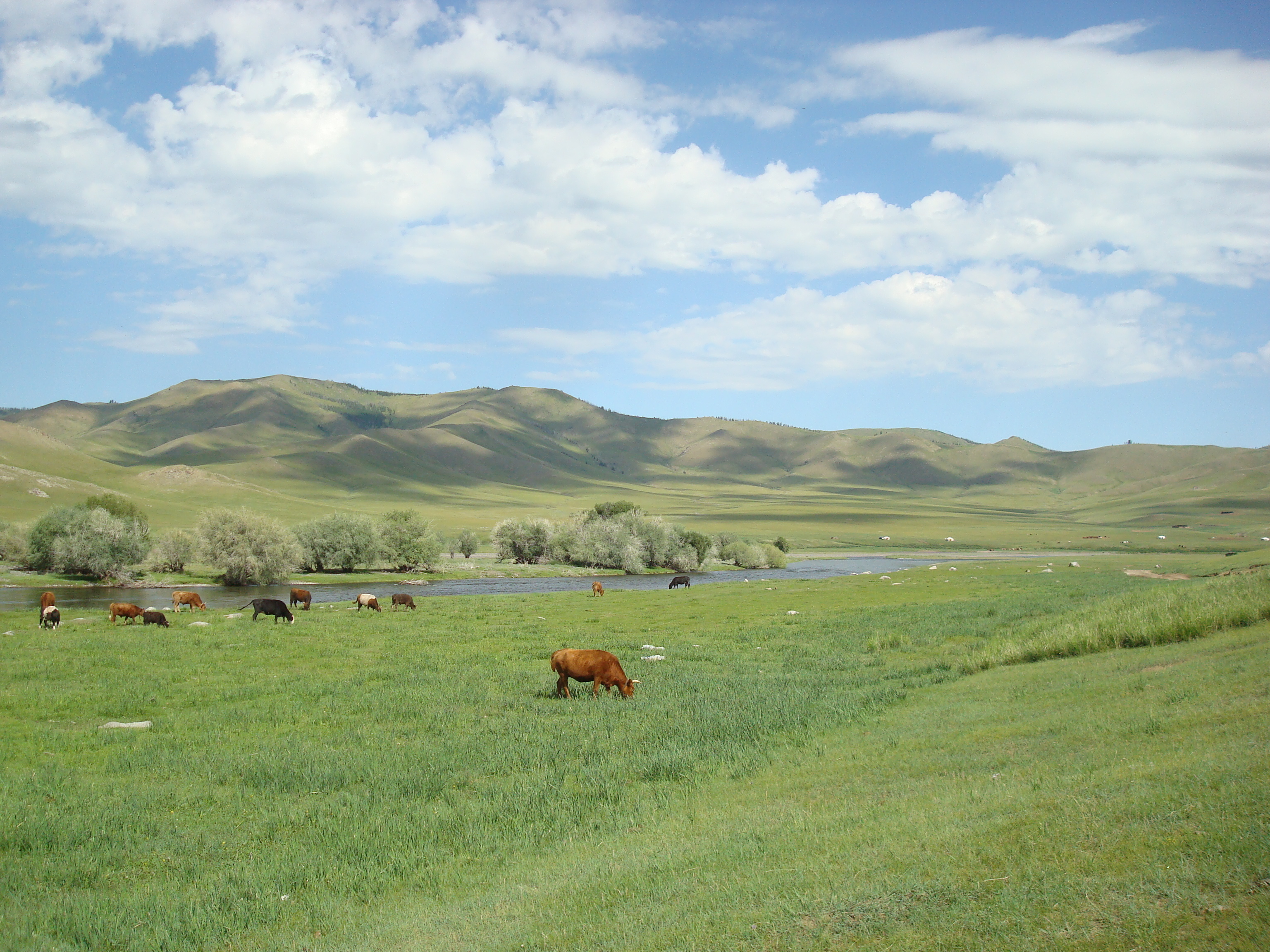
Một đàn gia súc đang được chăn thả trên thảo nguyên

Mối quan tâm nhất của dân du mục là thức ăn của bầy gia súc. Những người dân Mông Cổ chủ yếu di cư theo mùa và theo nhu cầu tìm nơi chăn thả động vật phù hợp, tránh thời tiết khắc nghiệt. Khi mùa đông về, nhiệt độ thường thấp hơn -30oC, người dân sẽ chuyển xuống chân núi. Và khi mùa hè đến, họ sẽ chuyển đến vùng gần sông, hồ, suối Cái lạnh khốc liệt (-30 độ C) của mùa đông làm cho mọi hoạt động đều đình trệ, họ lùa súc vật đi ẩn trú ở những chỗ ít gió rét nhưng vẫn để chúng ở ngoài trời sống với những thức ăn dự trữ như cỏ khô. Mùa đông, đàn gia súc được lùa về những bãi chăn thả kín gió. Mùa xuân, mùa hè cỏ xanh mơn mởn, ngựa, dê lại được chuyển đến những vùng đất màu mỡ hơn. Trong một năm, bầy thú di chuyển từ chỗ này sang chỗ khác từ mười đến mười hai lần. Lâu dần bầy thú mất hết bản năng tự tồn, chỉ còn biết trông cậy vào sự chăm sóc của người du mục.
Gia súc phổ biến của dân du mục Mông Cổ là ngựa, cừu, bò và lạc đà, trong đó ngựa chiếm vị trí quan trọng hàng đầu. Ngựa là phương tiện giao thông chính trên thảo nguyên, cũng là nguồn thực phẩm bên cạnh thịt cừu, bò và dê. Với người Mông Cổ đàn cừu (cừu Mông Cổ) là quan trọng nhất vì đây là nguồn lương thực chính của họ. Vì thế vào những ngày này mọi người sẽ chúc nhau câu: " Chúc đàn cừu nhà bạn ngày càng to béo". Ngoài ra, vào ngày Tết người Mông Cổ không thể thiếu cơm ăn cùng thịt cừu, thịt bò, thịt ngựa, đặc biệt là món sữa ngựa lên men Chó chăn cừu là con vật thân thiết của dân đồng cỏ. Nó giúp người lùa đàn cừu hỗn độn vô tổ chức đi ăn trên cánh đồng, bảo vệ chúng khỏi những kẻ thù như cáo, sói. Chúng cũng là người bạn trung thành của những mục dân cô đơn và lang bạt.
Khí hậu khắc nghiệt và thảo nguyên chăn thả gia súc bao la khiến ẩm thực Mông Cổ chủ yếu xoay quanh các món từ thịt và chất béo động vật. Ở đây, người ta tận dụng mọi bộ phận trên con vật để chế biến món ăn, thậm chí toàn bộ đầu, nội tạng và mỡ. Nhờ việc khí hậu khắc nghiệt và sở hữu vùng thảo nguyên bao la chuyên chăn thả gia súc, vì thế ẩm thực Mông Cổ chủ yếu xoay quanh các món chế biến từ thịt và chất béo động vật. Rau không có nhưng gia súc lại nhiều nên thịt ở Mông Cổ rất rẻ. Người ta ăn thịt, uống sữa tươi thay ăn cơm, uống nước. Người ta mua cả tảng to, cả cái đùi dê, ngựa. Những món Mông Cổ vừa đậm mùi, vừa quá thiếu rau. Người Mông Cổ ăn rất nhiều thịt, cũng không có món tráng miệng do thiên nhiên ở đây quá khắc nghiệt, thảo nguyên thì mênh mông, nhưng đất sỏi đá, chẳng thể trồng trọt được gì Phần lớn diện tích đất đai ở Mông Cổ không trồng trọt được nên người dân ở đây chọn chăn nuôi là công việc chính.
Món đặc trưng trong các bữa trưa và tối của người Mông Cổ là thịt nướng. Họ không tẩm ướp nhiều như người Hàn Quốc mà xâu thịt vào que như kiểu Schashilik của người Nga nướng trên bếp than, đôi khi cũng nướng trên đá, ăn cùng bánh bột hoặc cơm. Cả căn lều sực nức mùi đồ ăn, mùi cừu và mùi lông thú đặt trên những chiếc rương gỗ quanh lều, tạo nên một thứ mùi đặc trưng, nhưng rất khó gọi tên Người Mông Cổ có nhiều cách chế biến thịt cừu khác nhau nhưng nổi bật và ấn tượng nhất vẫn là các món nướng. Đùi cừu nướng cùng các loại rau thơm, thảo quả được xem là không thể thiếu của các bữa tiệc người Mông Cổ. Đùi cừu nướng được xem là linh hồn của tất cả các bữa tiệc của người Mông Cổ. Ngoài ra, Bánh thịt cừu và món mì xào thịt cừu bằm và cải bắp, bằm thịt cừu và cắt cải bắp, củ hành và khoai tây đó là thành phần chủ lực của nền ẩm thực xứ này.
Trong số các món ăn, đầu cừu được xem là một trong những món gây ấn tượng mạnh. Với vẻ ngoài thô kệch, hàm răng được giữ nguyên. Nguyên liệu để làm món ăn trứ danh là đầu cừu. Sau khi thui lông và làm sạch, người ta đặt chúng cùng nhiều loại rau củ vào một chiếc nồi; ninh nhỏ lửa chừng vài giờ khiến thớ thịt trở nên mềm mại, thưởng thức đầu cừu luộc đúng kiểu phải dùng tay trực tiếp chứ không nhờ đến sự hỗ trợ của các loại dao, dĩa, người ta dùng sức để tách đầu cừu thành hai phần hàm trên và dưới, ăn hết da, thịt cho đến khi chỉ còn trơ lại khung xương. Nam giới trong gia đình như ông nội, bố sẽ cắt nhỏ phần thịt ở vòm miệng chia đều cho phụ nữ trong nhà.Với phần mắt, người Mông Cổ quy định ai đã ăn phần mắt trái thì bắt buộc phải dùng nốt phần còn lại.
Dê cũng là món khá phổ biến, nhất là món dê hầm đá, Không phải loại đá nào cũng được sử dụng để nấu nướng. Người dân nơi đây chỉ chọn khoảng 20 - 25 hòn đá to tương đương với nắm tay, bề mặt nhẵn rồi rửa sạch, hơ nóng trong lửa suốt hàng tiếng đồng hồ. Người ta xếp xen kẽ đá với các thịt sao cho vừa chiếc nồi nấu. Lớp trên cùng được phủ đều củ, gia vị và rau xanh nếu có. Ngoài tác dụng giúp món ăn chín đều, các viên đá còn có tác dụng là thấm bớt lớp mỡ ngậy của thịt dê. Món ăn này nên thưởng thức bằng tay thay vì dùng nĩa. Món dê hầm đá nướng là những cục đá nhặt ngoài đồng nướng cho chín đỏ rồi bỏ vào nồi thịt, thêm vài củ khoai tây và nêm một chút muối. Món ăn trứ danh là món boodog. Nguyên một con dê, cừu (hoặc những loại gia súc nhỏ) nhét đầy những viên đá nướng bên trong để nhằm làm chín thịt sau khi ruột và xương đã được lấy sạch qua đường cổ họng.

### Ngựa
Ở Mông Cổ, cuộc đời du mục nơi thảo nguyên bao la, rộng lớn, chỉ có thể trông cậy vào người bạn đường là ngựa. Ngựa là thứ qúy nhất với người Mông Cổ Người Mông Cổ không có ngựa như chim không có cánh, trẻ con ba tuổi đã được đặt trên lưng ngựa Mông Cổ được gọi là vùng đất của những con ngựa và những người du mục. Ngựa được coi là biểu tượng về sự may mắn. Mông Cổ có khoảng 2,5 triệu con ngựa. Những con ngựa bản địa nhỏ có bản chất thân thiện, mạnh mẽ và đôi chân rắn chắc Sống trên thảo nguyên xanh trùng điệp nên người dân Mông Cổ rất gắn bó với ngựa. Có thể nói cuộc sống của họ là cuộc sống trên mình ngựa. Ngựa là phương tiện giao thông, cũng là nguồn cung cấp sữa và thịt. Du khách đến Mông Cổ có thể thưởng thức món sữa chua ngựa, sữa chua dê và bánh men sữa ngựa bùi béo cho mùa đông lạnh giá Ngựa là gia súc quan trọng nhất tại Mông Cổ, cung cấp cho người dân sữa, thịt, là nguồn nguyên liệu chế biến thực phẩm. Dù ngày nay, các cư dân bộ tộc Mông Cổ đã sử dụng nhiều phương tiện cơ giới nhưng ngựa vẫn là phương tiện đi lại chính trên thảo nguyên. 

### Tuần lộc
Cuộc sống của người Dukha, bộ lạc du mục chăn nuôi tuần lộc cuối cùng ở Mông Cổ, những người đã gắn bó cả đời mình với những chú tuần lộc. Người Dukha chăn nuôi tuần lộc để lấy sữa và pho-mat, hoặc sử dụng làm phương tiện di chuyển cho các chuyến săn lợn rừng và nai. Vào thập niên 1970, bộ lạc này có khoảng 2.000 con tuần lộc, nhưng hiện nay chỉ còn khoảng 600 con. Bộ lạc Dukha vẫn thường xuyên sinh sống, săn bắn trong khu rừng mà họ tin là nơi trú ngụ của các thế lực siêu nhiên. Người Dukha luôn học cách tôn trọng tự nhiên và các loài động vật, đồng thời truyền tải niềm tin đó từ thế hệ này sang thế hệ khác thông qua những bài ca du mục truyền miệng..

## Trùng Mông Cổ
Những câu chuyện kì bí về loài sâu Tử thần - một loài sâu được người du mục gọi là Allghoi Khorkhoi hay "sâu ruột đầy máu" bởi vì nó là một loài sâu khổng lồ có khả năng giết người đã lưu truyền ở Mông Cổ từ hàng nghìn năm nay. Dù chưa được tận mắt chứng kiến nhưng họ tin rằng sinh vật này có thể tồn tại và ở đâu đó thuộc những vùng đất khắc nghiệt nằm dọc biên giới Mông Cổ.
Sâu Tử thần có hình dáng tương tự như ống tiêu hóa của một con bò, dài chừng 0,6 tới 1,5 m, Loài sâu này được mô tả có hình dáng tương tự như ống tiêu hóa của một con bò, dài chừng 0,6 tới 1,5 m, thân hình tròn trịa, có màu đỏ tươi và những đốm đen hay mảng đen trên người, trên đầu và ở đuôi có gai. Loài sâu tử thần có một hình dáng vô cùng lạ và đáng sợ. Nó giống như xúc xích, mập như cánh tay người đàn ông, trông giống ruột của một loài gia súc. Đuôi của loài sâu này ngắn nhưng không nhọn.Người ta không thể xác được đâu là đầu, đâu là đuôi bởi không thể phân biệt được các phần của con sâu: mắt, mũi, miệng.
Loài sâu này có một khả năng kỳ bí như nó có thể phun ra chất độc acid vàng gây chết người ngay lập tức khi tiếp xúc hoặc có thể tiêu diệt con mồi từ xa bằng một luồng điện siêu mạnh. Nọc độc của nó có thể ăn mòn kim loại và có thể giết chết một con lạc đà to khỏe ngay trong chớp mắt. Loài sâu tử thần di chuyển rất lạ thường, hoặc cuộn tròn lăn vút đi, hay bò ngoằn ngoèo một bên thân. Nó sống trong các đụn cát hoang vắng và các thung lũng nóng cháy của sa mạc Gobi mà phía dưới là những cây saxaul mọc ngầm.
Người ta tin rằng, những con sâu Tử thần rất thích màu vàng và những loại thực vật ký sinh ở hoang mạc như cây goyo. Loài sâu này chỉ xuất hiện vào một thời điểm trong năm. Đó chính là lúc mà sa mạc Gô bi nóng nhất, vào tháng sáu và tháng 7.Sau khoảng thời gian đó, sâu Tử thần sẽ vùi mình trong cát hầu hết các thời gian còn lại trong năm. Thông thường, sâu Tử thần bò lên mặt đất sau cơn mưa, hoặc những khi đất ẩm và nó ngủ suốt mùa hanh khô trong cát.
Có thể sinh vật lạ này không phải là sâu bởi những con sâu sống được rất cần tới độ ẩm. Nó có thể là một loài bò sát không chân, sống ở dưới mặt đất. Nó có thể là thành viên khổng lồ của một nhóm bò sát có tên là thằn lằn giun hay rắn hai đầu. mọi người đã quá thổi phòng về năng lực giết người của sâu Tử thần. Ông cho rằng nó giống như con rồng lửa, kỳ nhông của thời Trung cổ, nhưng cực độc. sâu Tử thần Mông Cổ có thể là một sinh vật mang hai đặc tính của lươn phóng điện và rắn hổ mang phun nọc độc mà không cần cắn tồn tại trên thực tế. Rất có thể, một loài côn trùng đặc biệt như vậy đã xuất hiện trên sa mạc khắc nghiệt này.